# Vitus Bering
‎
Vitus Jonassen Bering, danski pomorščak in raziskovalec, * avgust 1681, Horsens, Jutlandija, Danska, † 19. december 1741, Beringov otok, Rusija.

## Življenje in delo
Od leta 1703 je Bering služil v Ruski vojni mornarici in med veliko severno vojno je bil nameščen v enotah Baltske flote. Med letoma 1710 in 1712 je z azovskim ladjevjem sodeloval v rusko-turški vojni (1710-1711). Ruski mornarji so ga poznali pod imenom »Ivan Ivanovič«.
Poročil se je z Rusinjo. Leta 1715 je za kratek čas obiskal svoje rojstno mesto. Mesta kasneje ni nikoli več videl.
Peter Veliki je v svojem načrtu odkrivanja skrajnih severnih in vzhodnih meja svojega carstva zadolžil Beringa za znanstveno odpravo do Kamčatke. Leta 1725 je Bering pod pokroviteljstvom ruske vlade po kopnem odpotoval do Ohotska, prišel do Kamčatke in tam zgradil ladjo Sveti Gabriel. Leta 1728 se je z njo odpravil proti severu z namenom odkriti skrajne meje celinske obale. Na vzhodu je zaman iskal obalo nove celine, na novo pa je odkril Diomedova otoka, ki ju je opazil že Dežnjov. Poleti 1730 se je vrnil v Sankt Peterburg. Med dolgim potovanjem po Sibiriji preko vse azijske celine je zelo zbolel. Med potovanjem je umrlo pet njegovih otrok.
Leta 1734 so ga ponovno imenovali za vodjo odprave in leto kasneje 1735 se je vrnil v Ohotsk. S pomočjo Marja Rogačeva in Andreja Kozmina je zgradil dve ladji Sveti Peter in Sveti Pavel, s katerima je odplul do Kamčatke. Leta 1740 je ustanovil naselbino Petropavlovsk. Od tu je leta 1741 vodil odpravo raziskovanja Severne Amerike. Nevihta je ločila ladji, Bering pa je zapazil južno obalo Aljaske in pristal na otoku Kajak ali v bližini. Druga ladja pod poveljstvom Čirikova je odkrila obale severozahodne Amerike (Aleksandrov arhipelag ob današnji Aljaski). Ti potovanji Beringa in Čirikova sta znani kot Velika severna odprava.
Zaradi neugodnih razmer se je bil prisiljen vrniti in pri povratku je odkril nekaj aleutskih otokov. Eden od njegovih mornarjev je umrl. Pokopali so ga na enem izmed njih in ga imenovali po njem (Šumaginov otok). Bering je ponovno zelo zbolel in ni mogel poveljevati ladji. Ladja se je usmerila proti nenaseljenemu otoku v skupini Komandantovih otokov v jugozahodnem delu Beringovega morja. Tukaj je umrl Bering, skupaj z 28. možmi svoje posadke. Otok se danes imenuje njemu v čast. Svetega Petra je uničila nevihta. Edini preživeli tesar S. Storodubšev je iz razbitin s pomočjo posadke uspel zgraditi manjšo ladjo. Dolžina njenega gredlja je bila le 12,2 m in so jo imenovali enako kot razbito ladjo. Od 77 članov posadke Svetega Petra jih je preživelo težko odpravo le 46. Svetega Petra so uporabljali 12 let in je plul med Kamčatko in Ohotskim do leta 1755. Starodubšev se je vrnil domov z vladnimi priznanji in kasneje je zgradil še več pomembnih ladij.
Šele dolgo po smrti so spoznali pomen Beringovega dela. James Cook je dokazal njegovo natančnost pri opazovanju. Danes Beringov preliv, Beringov otok in Beringov celinski most nosijo njegovo ime.
Avgusta 1991 je rusko-danska odprava odkrila Beringov grob in grobove petih drugih mornarjev. Ostanke so prepeljali v Moskvo, kjer so jih raziskali strokovnjaki sodne medicine. Prepričali so se, da so ostanki res njegovi. Pri tem so tudi odkrili, da Bering ni imel težav s skorbutom in je moral umreti zaradi druge bolezni.